# Chloraeinae
Sous-tribu
Synonymes
(tribu des) Chloraeeae
Les Chloraeinae sont une sous-tribu de plantes à fleurs de la famille des Orchidaceae (Orchidées), de la sous-famille des Orchidoideae et de la tribu des Cranichideae.
Dans des classifications différentes, le taxon est élevé au rang de tribu et s'appelle Chloraeeae.
Le genre type est Chloraea.

## Répartition
Amérique du Sud (Brésil).

## Liste des genres
- Bipinnula
- Chloraea
- Gavilea